# Mastigonodesmus viduus
Mastigonodesmus viduus är en mångfotingart som beskrevs av Filippo Silvestri 1903. Mastigonodesmus viduus ingår i släktet Mastigonodesmus och familjen plattdubbelfotingar. Inga underarter finns listade i Catalogue of Life.